# Amphisbaena crisae
Amphisbaena crisae är en ödleart som beskrevs av  Paulo Emilio Vanzolini 1997. Amphisbaena crisae ingår i släktet Amphisbaena och familjen Amphisbaenidae. Inga underarter finns listade i Catalogue of Life.